# American Candy
American Candy è il quinto album in studio del gruppo musicale statunitense The Maine, pubblicato nel 2015.

## Tracce
1. Miles Away – 3:38
2. Same Suit, Different Tie – 3:18
3. My Hair – 3:15
4. English Girls – 3:13
5. 24 Floors – 3:43
6. Diet Soda Society – 3:00
7. Am I Pretty? – 3:02
8. (Un)Lost – 3:45
9. American Candy – 3:48
10. Another Night on Mars – 4:26

## Formazione
- John O'Callaghan – voce, tastiera, chitarra
- Jared Monaco – chitarra
- Kennedy Brock – chitarra
- Garret Nickelsen – basso
- Pat Kirch – batteria